# Jan Petránek (novinář)
Jan Petránek (28. prosince 1931 Praha – 10. listopadu 2018 Praha) byl český novinář, komentátor, literát a disident.

## Život
Absolvoval Českoslovanskou akademii obchodní Dr. Edvarda Beneše v Resslově ulici. V letech 1951–1968 pracoval jako redaktor Československého rozhlasu se zaměřením na zahraniční vztahy a kosmonautiku. Jako zahraniční korespondent působil v Indii, Pákistánu, Sovětském svazu, Vietnamu a Číně. Někdy v té době byl veden jako tajný spolupracovník zahraničně-politické rozvědky kategorie ideový spolupracovník s krycím jménem Klement.
Účastnil se vysílání rozhlasu během invaze Varšavské smlouvy do Československa v roce 1968. V červenci 1969 sice pro rozhlas ještě v přímém přenosu komentoval přistání americké kosmické lodi Apollo 11 na Měsíci, ale v nastupující normalizaci už nesměl novinářskou profesi vykonávat a do roku 1989 pracoval jako topič ve státním podniku Mitas. Byl sledován komunistickou státní bezpečností, vedla na něj tzv. signální svazek k prověření podezření z trestné činnosti a měla jej za nepřátelskou osobu s krycím jménem Merkur.
Stal se signatářem Charty 77. Od roku 1987 přispíval do samizdatových Lidových novin, kde po sametové revoluci pracoval jako redaktor. Zaměřil se na analyzování událostí a poměrů v zemích bývalého Sovětského svazu, a to i po odchodu do penze v roce 1993.
Vystupoval také na podvečerech v Divadle Kolowrat, které pořádalo Masarykovo demokratické hnutí.

## Dílo
Od roku 1969 byl členem skupiny Šanson – věc veřejná, pro kterou psal texty a také s ní vystupoval. Přeložil dějiny Spojených států a Středního východu.
- Andělé a čerti (povídková kniha)
- Pod hvězdným šapitó (povídková kniha)
- PETRÁNEK, Jan. Na co jsem si ještě vzpomněl (privátní encefalogram našeho tak málo lidského XX. století). [s.l.]: Radioservis, 2014. 306 s. ISBN 978-80-87530-44-3.
- PETRÁNEK, Jan. Hausboat na soutoku Volhy a Mississippi / Noční verše z kotelny. [s.l.]: Radioservis, 2018. 125 s. ISBN 978-80-87530-63-4.

## Ocenění
Za svou mnohaletou publicistickou činnost uveden do Síně slávy Českého rozhlasu.
- 2011 Čestná cena Ferdinanda Peroutky
- 2013 Cena Karla Havlíčka Borovského v kategorii Opus Vitae
- 2015 Medaile Za zásluhy  I. stupeň, za zásluhy o stát
- 2016 Krameriova cena za celoživotní přínos[9]